# 오류운수
오류운수는 서울특별시 구로구 오류2동에 위치한 구로구의 마을버스 회사이다.

## 운행 노선
- ● 구로07번 : 오류동역 ↔ 항동지구 (구 구로마을 15-15번)
- ● 구로14번 : 천왕이펜하우스 6단지 입구 ↔ 온수역
- ● 구로15번 : 오류동역 ↔ 서울남부교정시설

## 차량
- 현대자동차: E-카운티, 뉴 카운티
- KGM커머셜: 에디슨모터스 스마트 093
- CRRC 중국중차: CRRC 그린웨이 720